# Stemmops nipponicus
Stemmops nipponicus là một loài nhện trong họ Theridiidae.
Loài này thuộc chi Stemmops. Stemmops nipponicus được Takeo Yaginuma miêu tả năm 1969.